# باول برستون
باول برستون (بالإنجليزية: Paul Preston)‏ هو بروفيسور ومؤرخ بريطاني، ولد في 21 يوليو 1946 في ليفربول في المملكة المتحدة.